# Tullamore
Tullamore (Tulach Mhór en irlandès, que vol dir 'gran munt') és una ciutat d'Irlanda, capital del comtat d'Offaly, a la província de Leinster. És una població important del centre d'Irlanda, per aquest motiu és seu de diversos serveis.

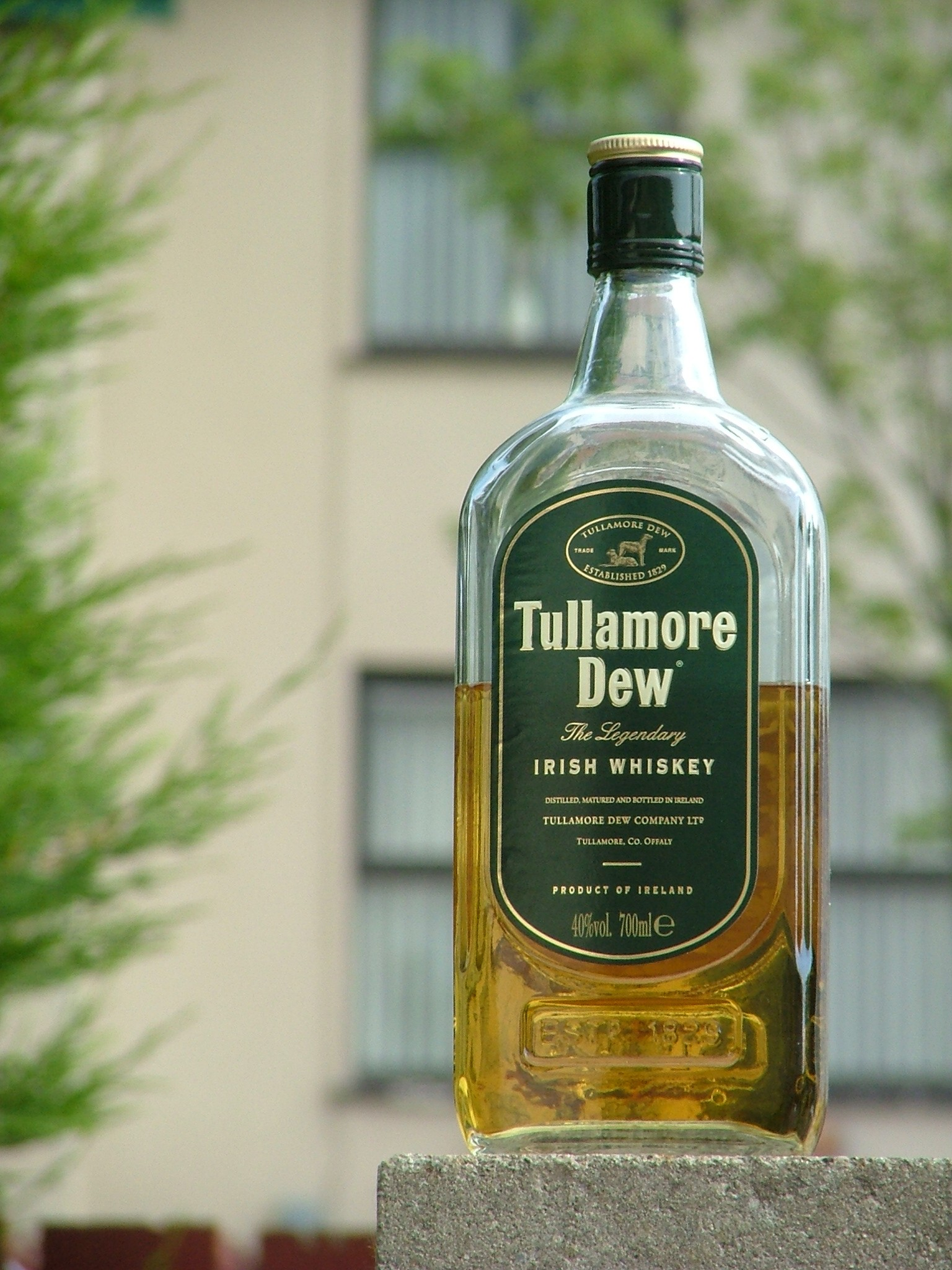
Whiskey Tullamore Dew

La ciutat és coneguda pel whiskey irlandès Tullamore Dew, que havia estat destil·lat aquí des de 1829 fins a 1950. La destil·laria actualment està tancada i serveix com a centre d'interpretació del que havia estat, mentre que la producció es va traslladar a Midleton, al comtat de Cork, i el propietari actual és l'empresa Cantrell & Cochrane.

## Història
Va formar part de la primera plantació anglesa d'Offaly des de 1570. El 1785 un globus aerostàtic va caure sobre la ciutat i es va encendre, cosa que va provocar un incendi que va cremar més de 100 cases. Fou un dels primers accidents aeris de la història i amb motiu d'aquest, l'escut de la ciutat representa una au fènix que reneix de les seves cendres.

## Personatges il·lustres
- Brian Cowen, polític

## Galeria d'imatges

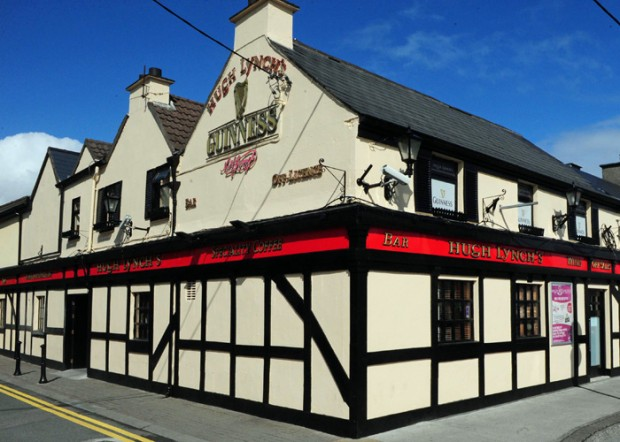
Pub Hugh Lynchs
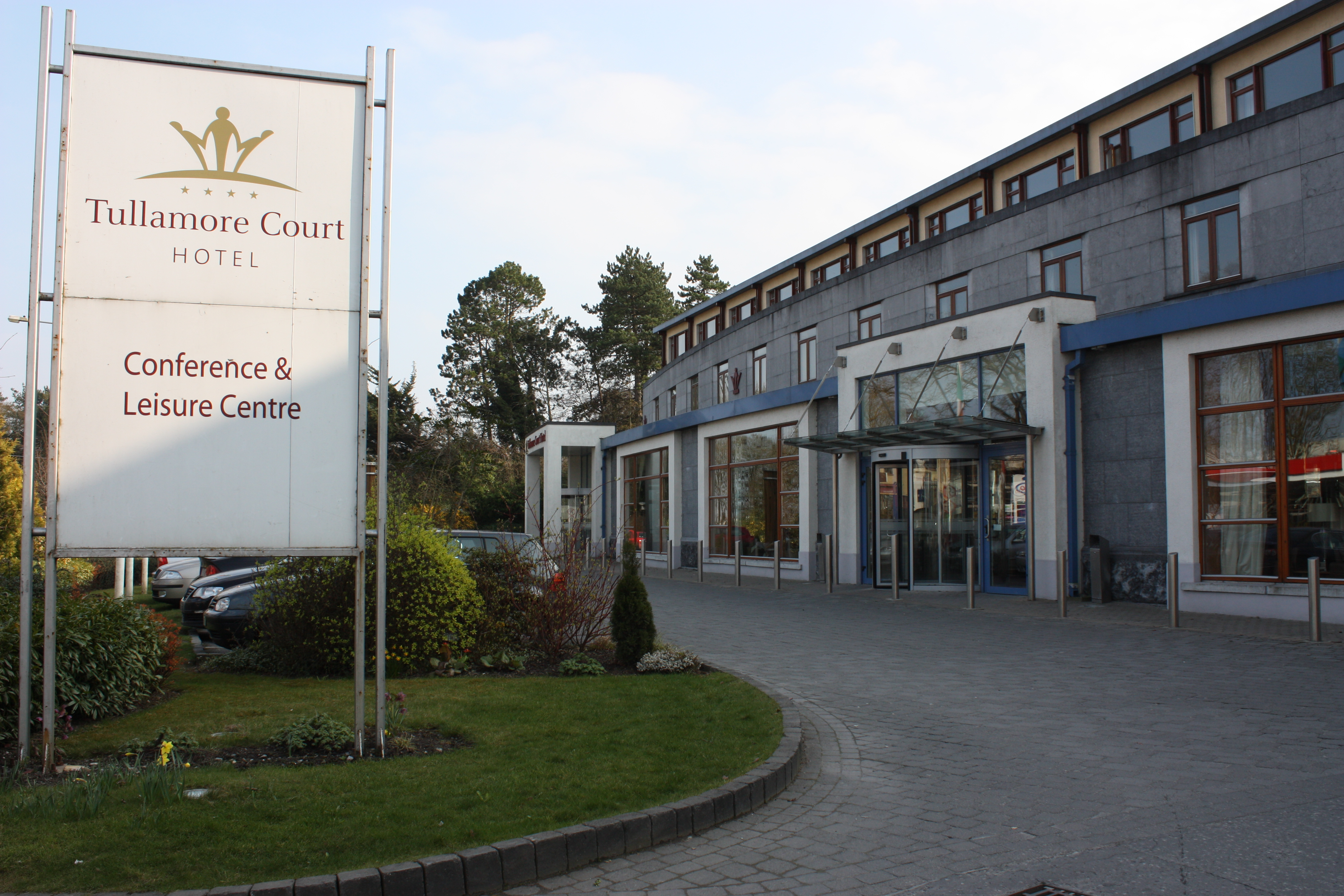
Tullamore Court Hotel
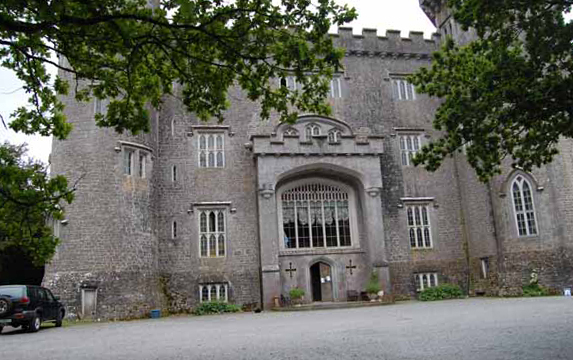
Castell de Charleville
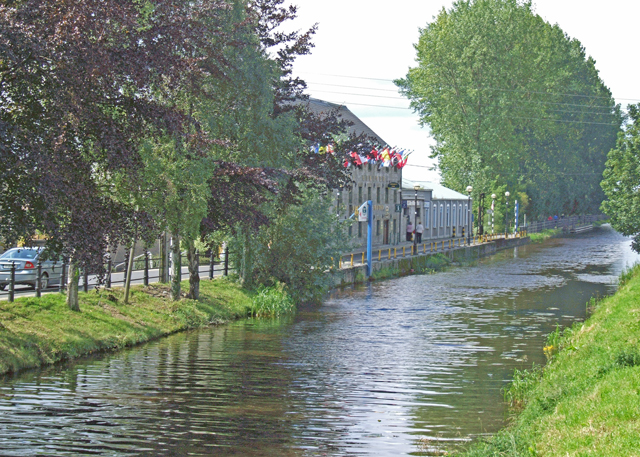
Gran Canal
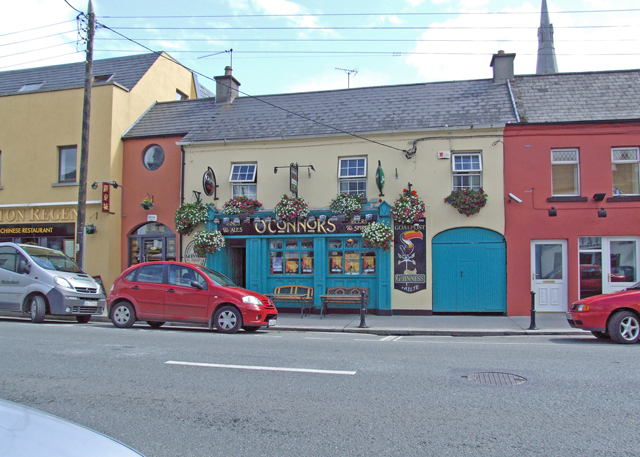
Columcille Street